# 刺颈螳属
刺颈螳属（学名：Scolodera）为螳科的一个属。

## 下属物种
本属包括以下物种：
- 豹斑刺颈螳 Scolodera pardalotus Milledge, 1989